# Winthrop M. Crane
Winthrop Murray Crane (* 23. April 1853 in Dalton, Berkshire County, Massachusetts; † 2. Oktober 1920 ebenda) war ein US-amerikanischer Politiker und von 1900 bis 1903 Gouverneur des Bundesstaates Massachusetts. Außerdem vertrat er seinen Staat zwischen 1904 und 1913 im US-Senat.

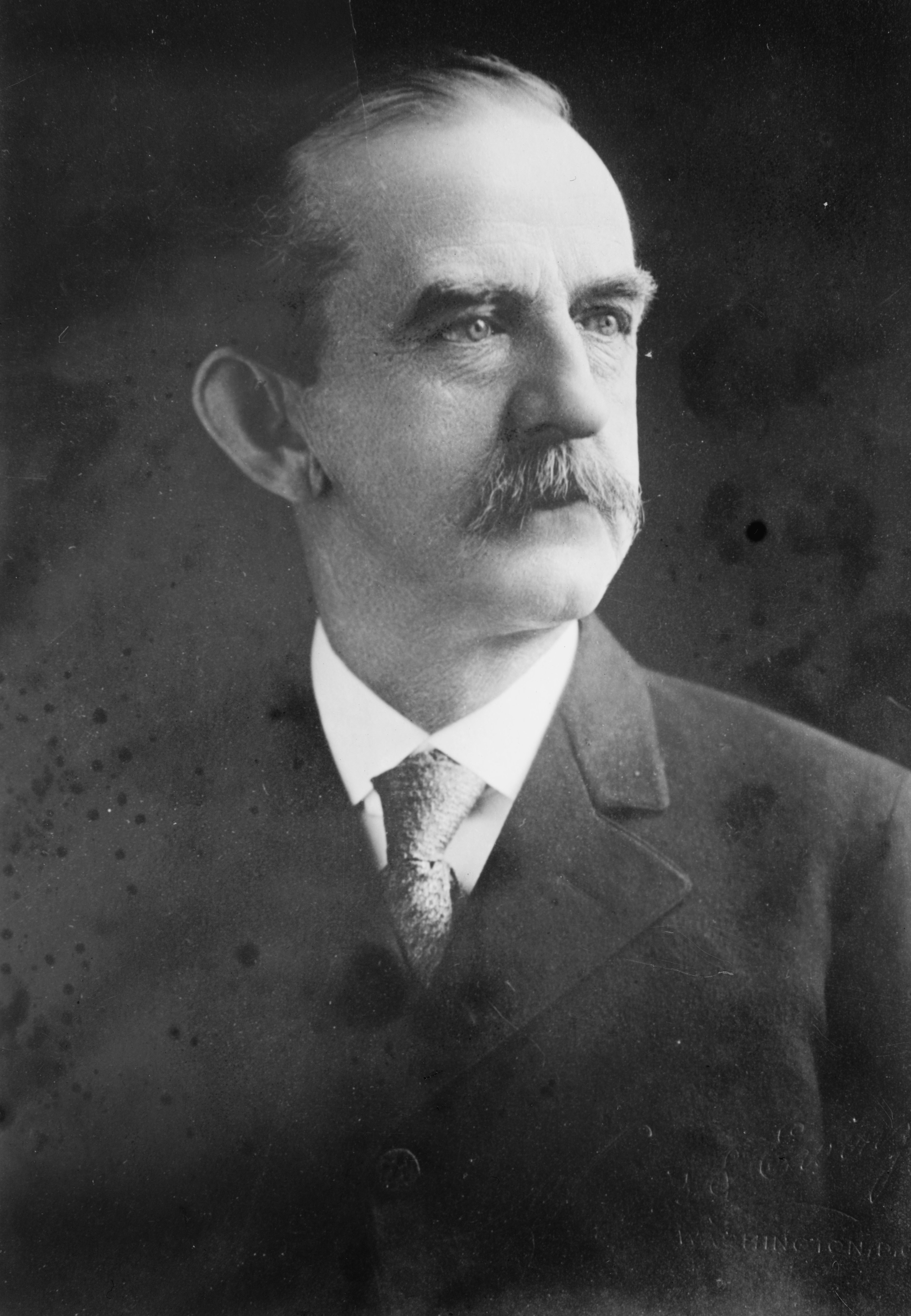
Winthrop M. Crane

## Frühe Jahre und politischer Aufstieg
Winthrop Crane besuchte die Grundschule in Dalton und danach die Wilbraham Academy sowie das Williston Seminary. Danach arbeitete er in der Papierfabrik seiner Familie. Dort wurde unter anderem das Papier für die amerikanischen Banknoten hergestellt. Politisch wurde er Mitglied der Republikanischen Partei. Zwischen 1892 und 1908 war er mehrfach im Bundesvorstand seiner Partei. Von 1897 bis 1900 war Crane als Vizegouverneur Stellvertreter von Gouverneur Roger Wolcott.

## Gouverneur und US-Senator
Am 7. November 1899 wurde Crane zum neuen Gouverneur seines Staates gewählt, wobei er sich mit 56:35 Prozent der Stimmen deutlich gegen den Demokraten Robert Treat Paine durchsetzte. Nachdem er in den Jahren 1900 und 1901 jeweils wiedergewählt worden war, konnte er dieses Amt zwischen dem 4. Januar 1900 und dem 8. Januar 1903 ausüben. In dieser Zeit wurde eine Nervenklinik gebaut und ein Streik der Fuhrunternehmer konnte beigelegt werden. Nach dem Ende seiner Gouverneurszeit wurde Crane als Nachfolger des verstorbenen US-Senators George Frisbie Hoar in den Kongress gewählt. Nachdem er 1907 in diesem Amt bestätigt wurde, konnte er sein Mandat zwischen dem 12. Oktober 1904 und dem 3. März 1913 ausüben. Im Senat war er Mitglied des Committee on Rules. Im Jahr 1912 verzichtete Crane auf eine erneute Kandidatur. Sein Senatssitz fiel an John W. Weeks.

## Weiterer Lebenslauf
Nach dem Ende seiner politischen Karriere widmete sich Crane wieder seinen privaten Geschäften. Er starb im Oktober 1920 in Dalton und wurde dort auch beigesetzt. Winthrop Crane war zweimal verheiratet und hatte einen Sohn.